# Élection municipale de 2006 à Washington D.C.
Les élections municipales de 2006 à Washington D.C. se sont tenues le 7 novembre 2006 afin d'élire le maire. Le maire sortant, Anthony A. Williams (démocrate) n'est pas candidat. Adrian Fenty lui succède.

## Primaire démocrate
| Résultats | Résultats | Résultats           | Résultats | Résultats |
| Partis    | Partis    | Candidats           | Voix      | %         |
| --------- | --------- | ------------------- | --------- | --------- |
|           | Démocrate | Adrian Fenty        | 60 732    | 57,20     |
|           | Démocrate | Linda Cropp         | 32 897    | 30,98     |
|           | Démocrate | Marie Johns         | 8 501     | 8,01      |
|           | Démocrate | Vincent Orange      | 3 075     | 2,90      |
|           | Démocrate | Michael A. Brown    | 650       | 0,61      |
|           | Démocrate | Artee (RT) Milligan | 105       | 0,10      |
|           | Démocrate | Nestor Djonkam      | 73        | 0,07      |
|           |           | Write-in            | 145       | 0,14      |
| Total     | Total     | Total               | 106 178   | 100       |

## Résultats
| Résultats | Résultats            | Résultats     | Résultats | Résultats |
| Partis    | Partis               | Candidats     | Voix      | %         |
| --------- | -------------------- | ------------- | --------- | --------- |
|           | Démocrate            | Adrian Fenty  | 98 740    | 89,73     |
|           | Républicain          | David Kranich | 6 744     | 6,13      |
|           | D.C. Statehood Green | Chris Otten   | 4 554     | 4,14      |
| Majorité  | Majorité             | Majorité      | 91 996    | 83,60     |
| Total     | Total                | Total         | 110 038   |           |